# Säby, Aspö

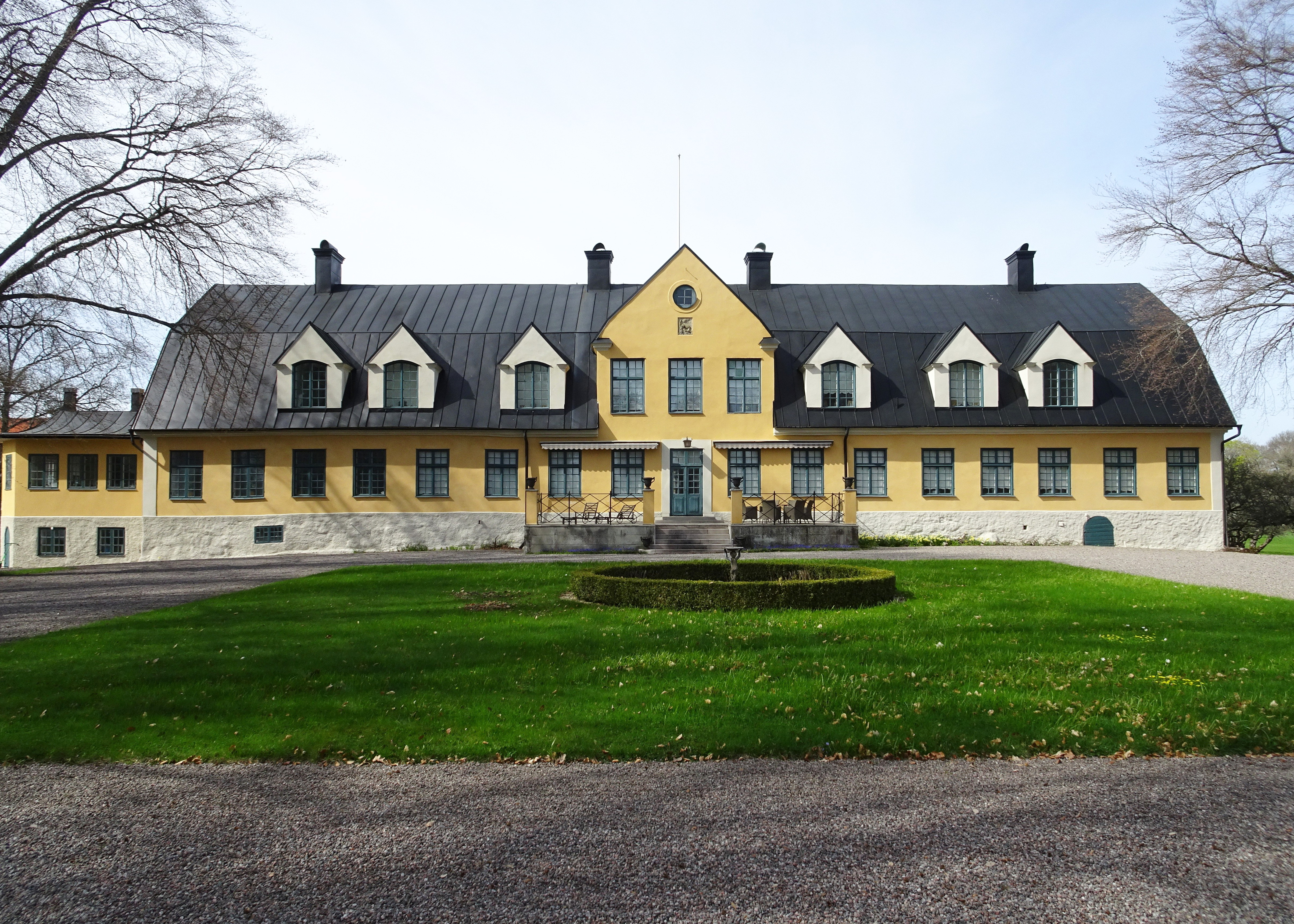
Säby herrgård, fasad mot parken, 2018.

Säby är en herrgård och ett tidigare säteri belägen vid Mälaren i Aspö socken, Strängnäs kommun, Södermanlands län. Huvudbyggnaden härstammar från 1630-talet och fick sitt nuvarande utseende 1835. Mellan 1712 och 1987 ägdes Säby av släkten Wrangel och var då familjens fideikommiss.

## Historik

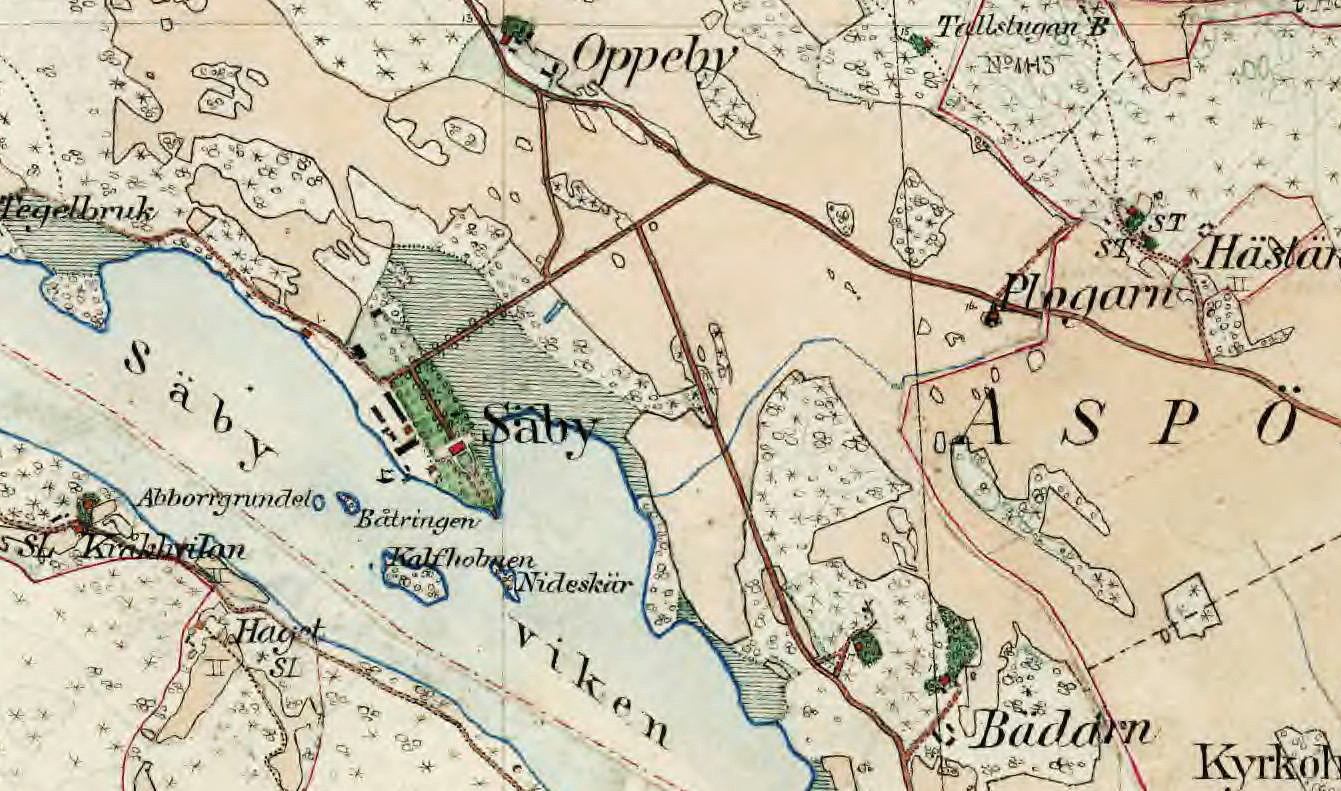
Säby gård och Säbyviken på Häradsekonomiska kartan, omkring år 1900.

Trakten var bebodd redan under järnåldern som flera forntida gravfält och stensättningar kan vittna om. Säby omnämns redan 1297 som jn villis seby och på 1330-talet då en erasmus de saby dokumenteras. Ursprungligen låg Säby tillsammans med ytterligare tre gårdar under Lagnö säteri. I början av 1630-talet bildade alla fyra egna säterier. 
För Säbys säteribildning svarade Christina Ryning som ärvde egendomen efter sin far Peder Nilsson Ryning. Hon gifte sig med riksrådet friherren Peder Eriksson Sparre. Han avled redan 1647 och hon 1674. Eftersom paret förblev barnlös gick Säby till hennes systerbarn Nils och Per Bagge. De sålde egendomen till sin kusin, Elsa Cruus (änka efter Christer Bonde). Hon skänkte gården 1712 till sin sonhustru Anna Catharina Wrangel af Lindeberg som fyra år senare gjorde egendomen till fideikommiss för sin brorson Eric Wrangel. 
Efter det stannade Säby i Wrangels släkt ända fram till 1977 då agronomen Carl Helmuth Wrangel avled på Säby. På grund av lagen (1963:583) om avveckling av fideikommiss som trädde i kraft den 1 januari 1964 upphörde då Säbys fideikommiss. Två år efter Carl Helmuth Wrangels bortgång såldes egendomen på auktion till greve Ludvig af Ugglas (död 2012). Förutom på Säby drev han lantbruk även på Forsmark som han arrenderade av Vattenfall. Nuvarande (2018) ägare är Carl och Kerstin af Ugglas.

## Historiska bilder

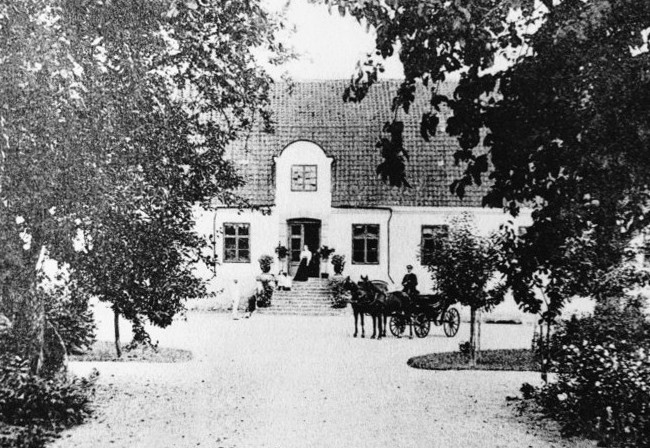
Säby gård, entrésidan år 1900.
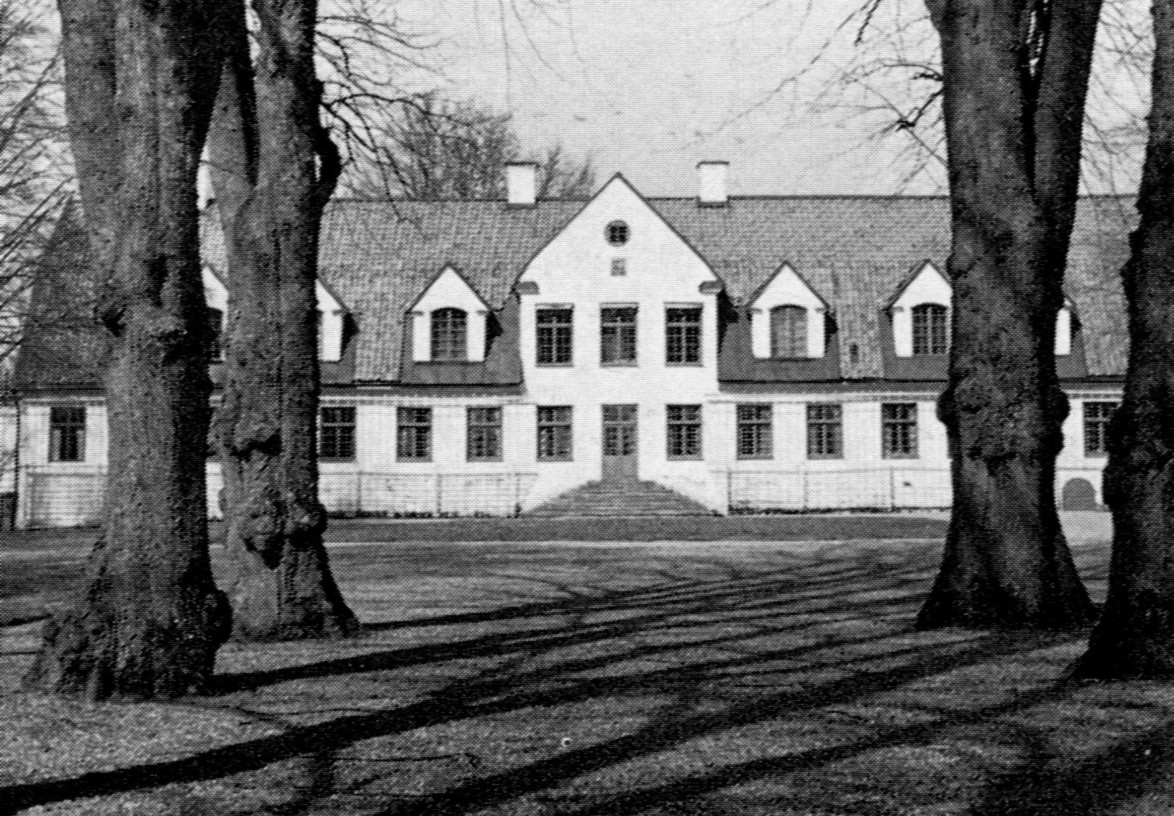
Säby gård, parksidan år 1968.
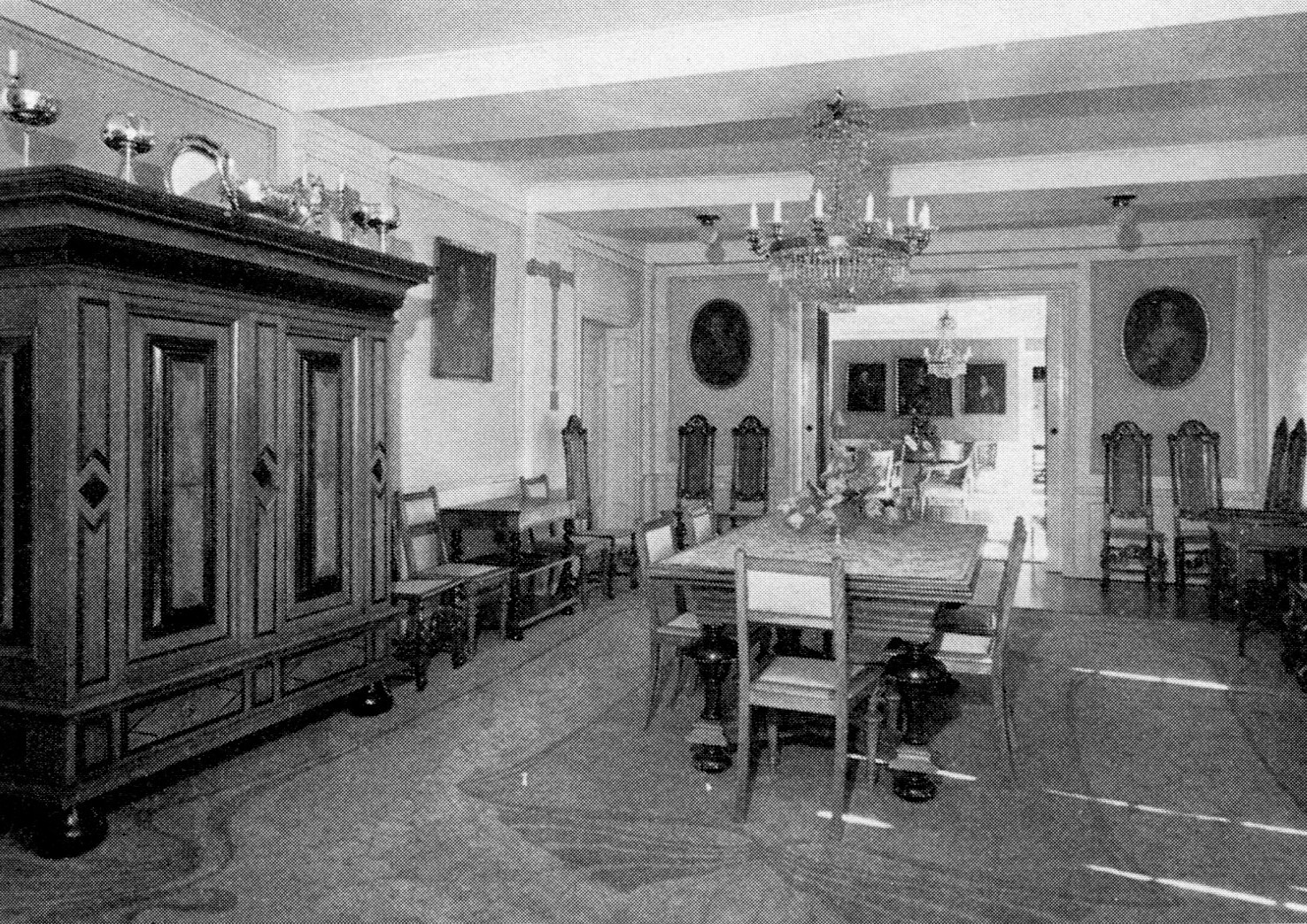
Matsalen, 1968.
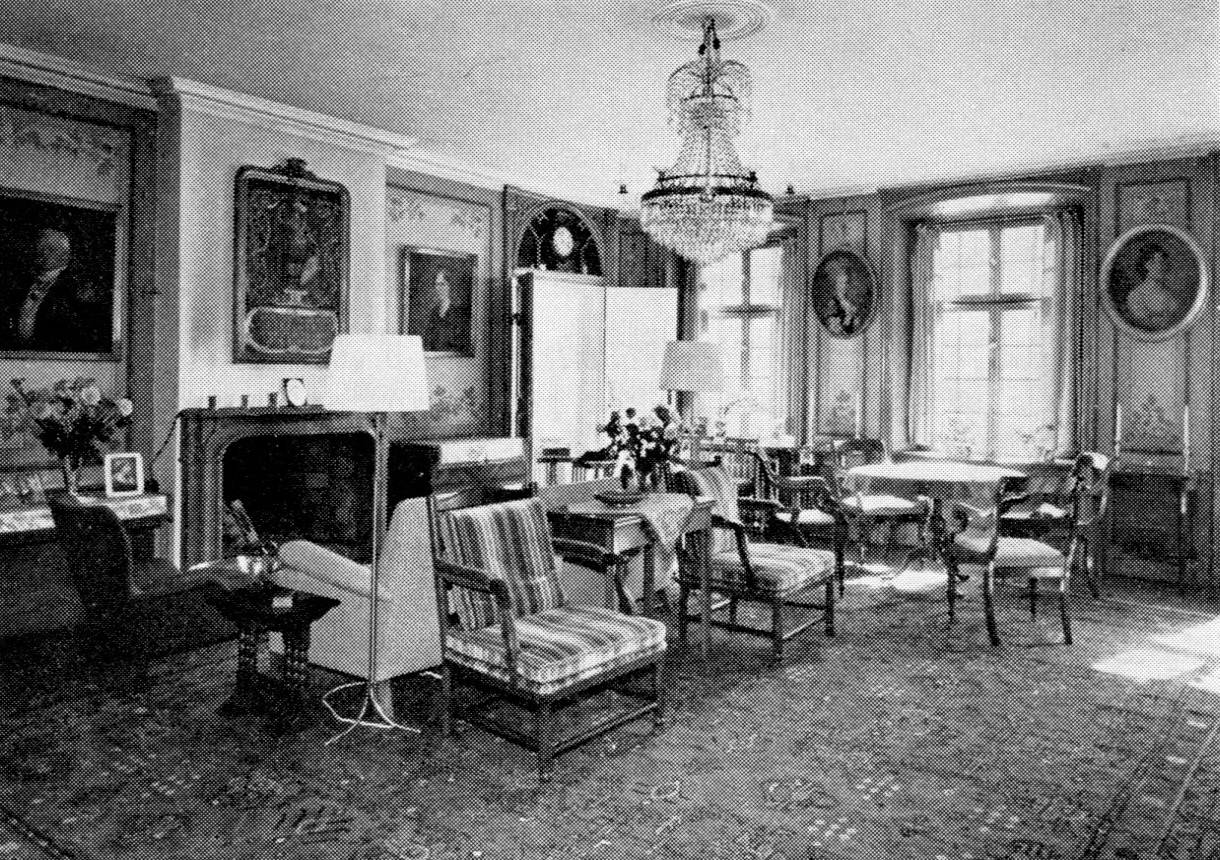
Vardagsrummet, 1968.

## Bebyggelsen

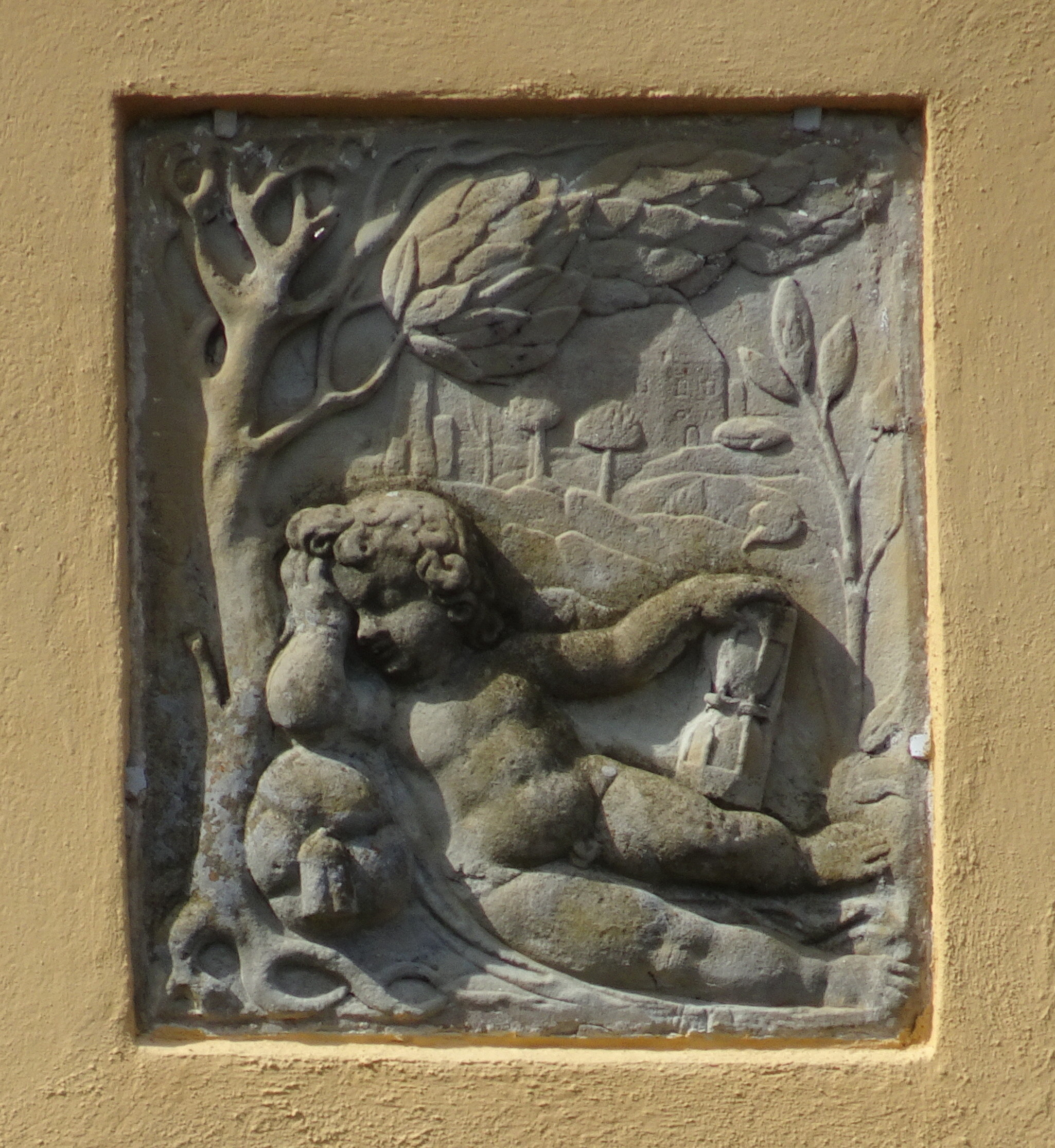
1600-tals putto.

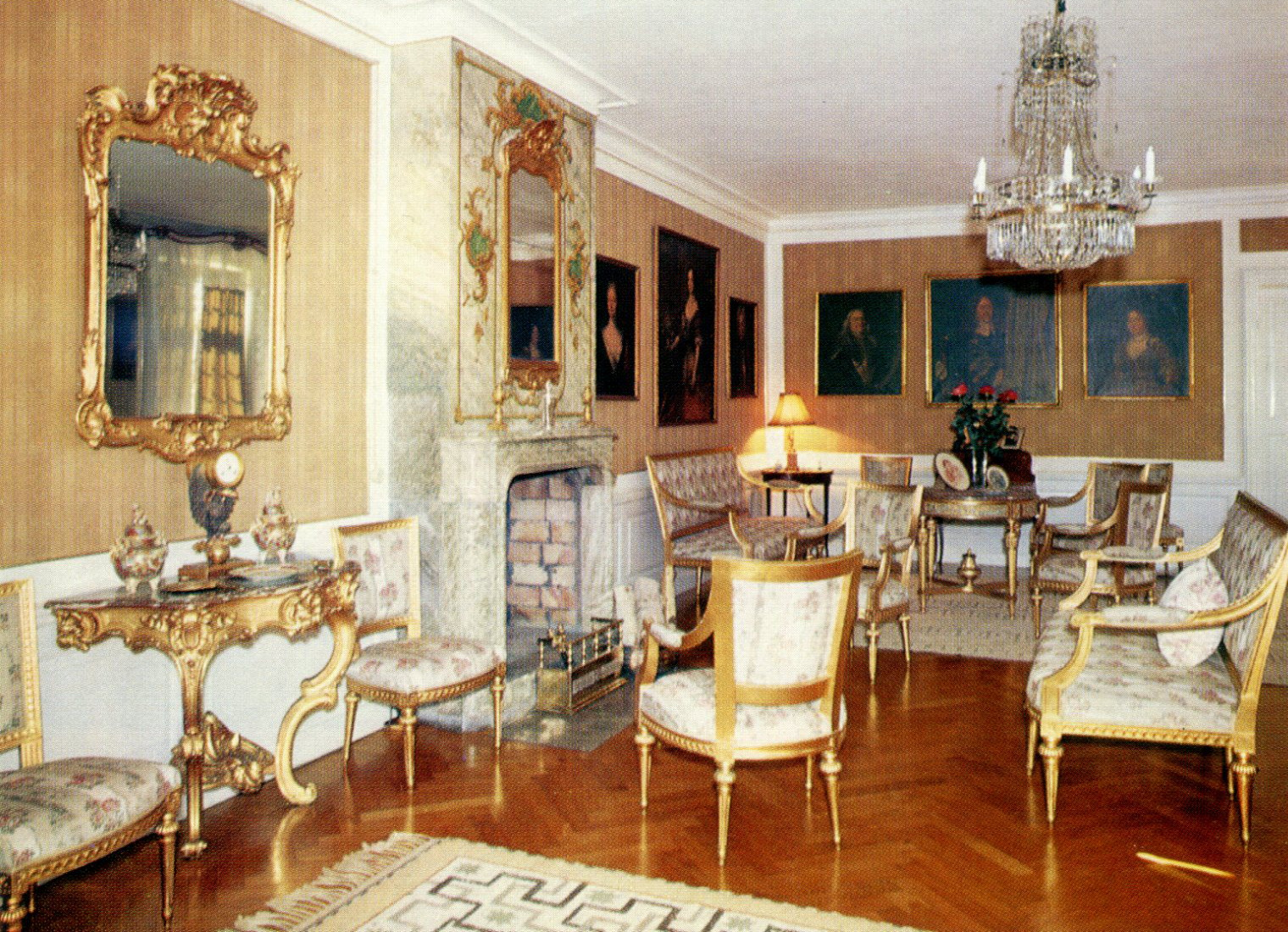
Salongen i rokoko, 1968.

Gårdsanläggningen ligger på en udde i Säbyviken. En allé leder fram till huvudbyggnaden. Väster därom, mot vattnet, grupperar sig gårdens ekonomibyggnader. Själva corps de logi är en långsträckt byggnad i 1½ våningar under ett brutet sadeltak. Huset är hela 17 fönsteraxlar långt och resultatet av en omfattande om- och tillbyggnad som genomfördes 1835 när Carl Otto Wrangel var ägare.
Ursprungligen bestod huvudbyggnaden av två fristående stenhus som uppfördes på 1630-talet när Christina Ryding bildade säteriet. 1835 fördes båda halvor ihop genom ett nytt mittparti med en takkupa över entrén och en hög gavelfronton i två våningar mot parksidan. I gaveln åt parksidan sitter en relief visande en putto med timglas i handen. Figuren härrör från 1600-talshuset och visar att detta troligen var rikt smyckat. Samtidigt med ombyggnaden 1835 tillkom det brutna yttertaket. 
Ytterligare en omfattande ombyggnad och modernisering genomfördes 1918 under Carl Herman Knut Wrangel som anlitade arkitekt Frans Albert Neuendorf för uppgiften. Neuendorf såg till att rummen blev mera praktiskt omdisponerade. I vindsvåningen inrättades gästrum och ett bibliotek samt ytterligare takkupor. För inredningsarbetena stod dekorationsmålaren Leon Larsson. Bland interiören märks salongen i rokoko och möbler i gustavianskt guld och gult.
Förutom huvudbyggnaden finns flera ursprungliga byggnader bevarade som orangeri, brygghus, bukhus, smedja och mejeri samt gårdens ekonomibyggnader på stallgården. Till egendomen hörde även ett numera nedlagt tegelbruk. Vid infarten till huvudbebyggelsen kvarstår trädgårdsmästarbostället, som sedan 2017 härbärgerar Sund Örtargård med försäljning av plantor till allmänheten.

## Nutida bilder

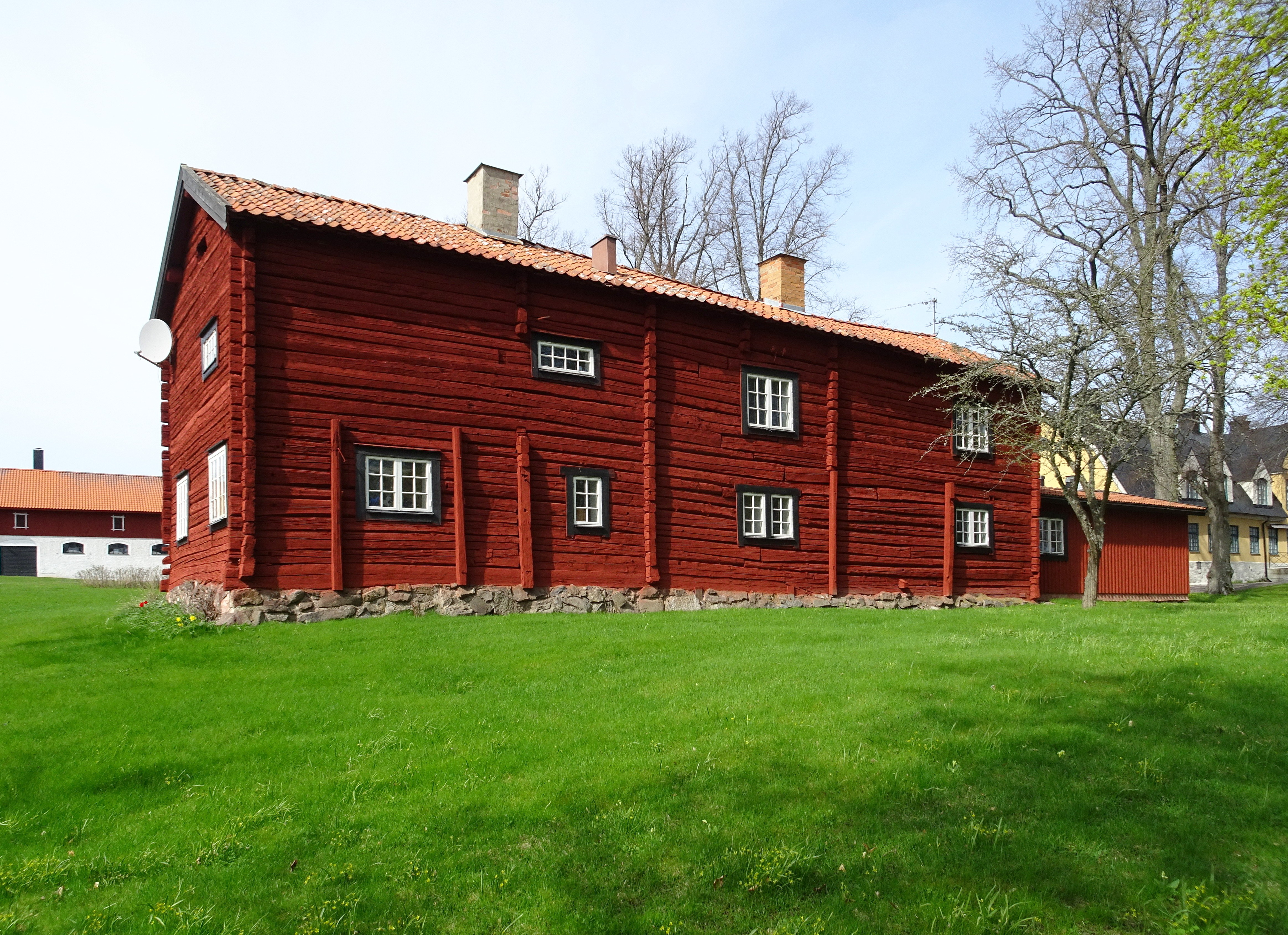
"Mahognyvillan"
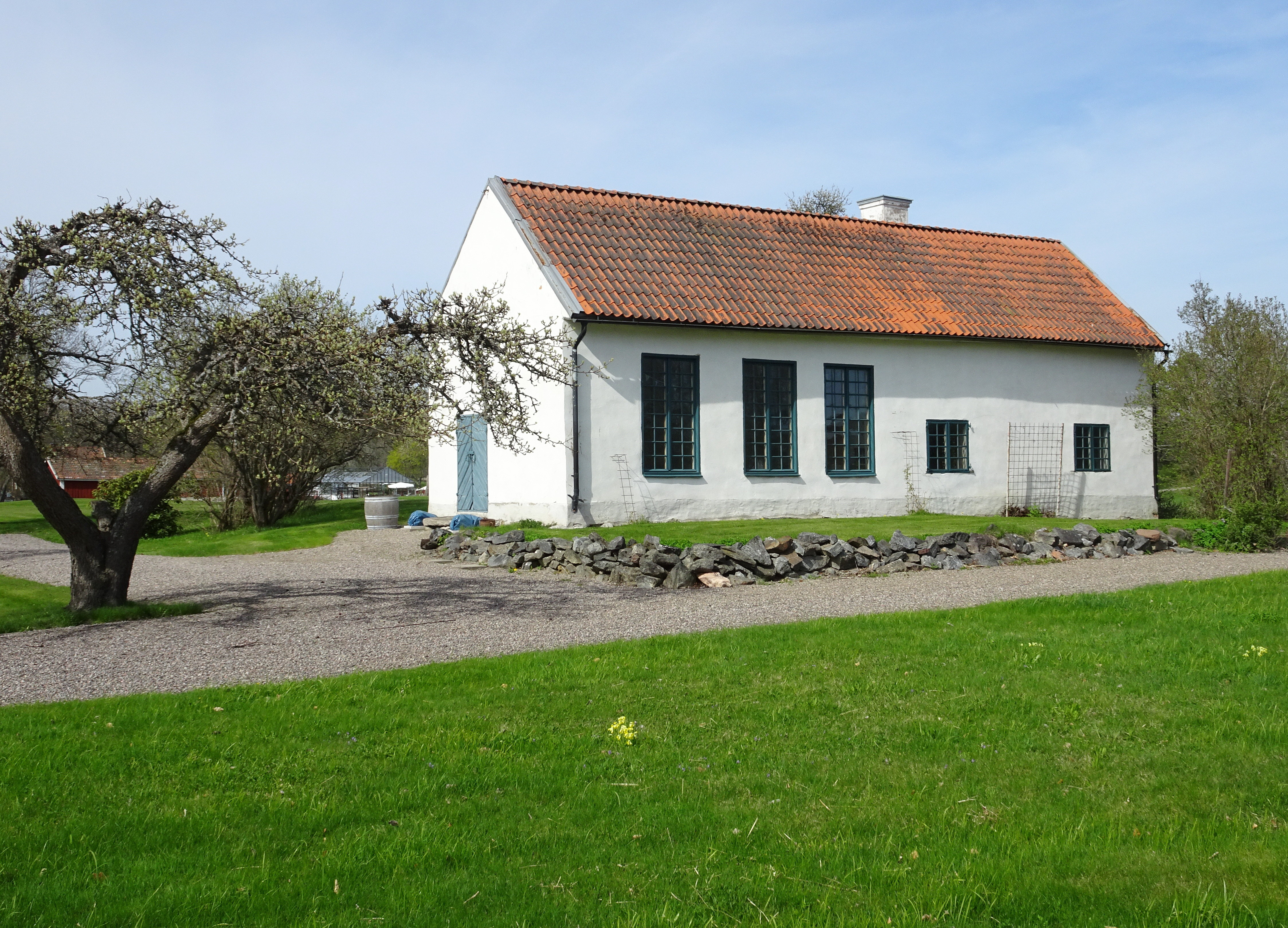
Orangeriet
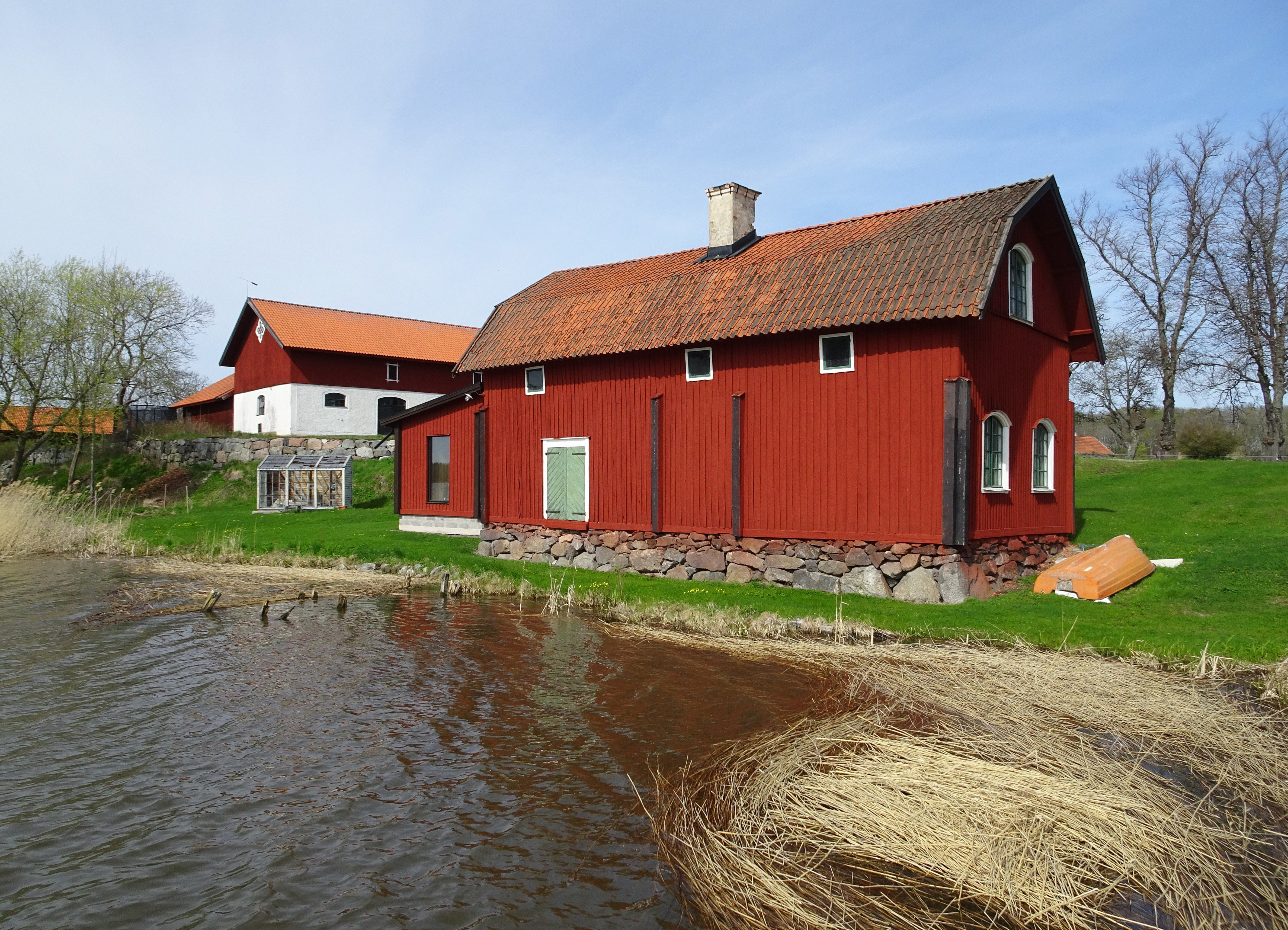
Bukhuset vid Säbyviken
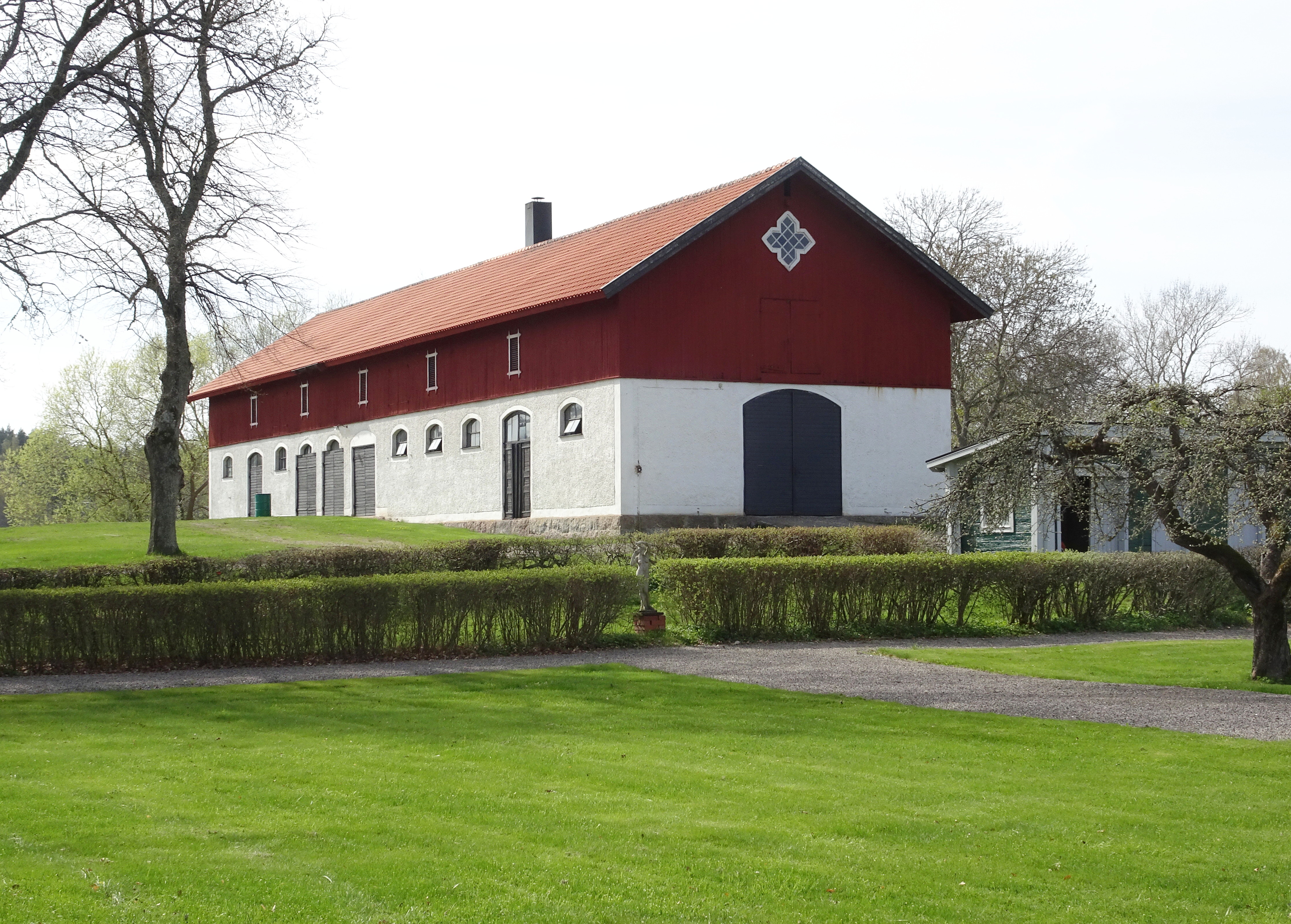
Stallet

## Ägarlängd
1. 1620-talet Peder Nilsson Ryning.

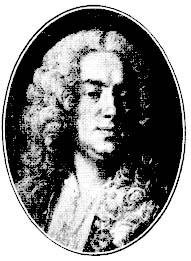
Eric Wrangel

2. 1630-talet Hans dotter Christina Ryning, g. m. Peder Eriksson Sparre.
3. År 1674 Hennes systerbarn Nils Bagge och hans bror Peder (Per) Bagge.
4. Genom köp deras kusin Elsa Cruus, änka efter Christer Bonde.
5. År 1712 Genom gåva hennes sonhustru Anna Catharina Wrangel af Lindeberg.
6. År 1716 Hennes brorson Eric Wrangel, g. m. Elisabeth von Rosen.
7. År 1765 Deras son Carl Otto Wrangel, g. m. Hedvig Ulrika Posse.
8. År 1775 Deras son Erik Carl Wrangel, g. m. Johanna Fredrika Bergenstjerna.
9. År 1798 Hans bror Arvid Ulrik Benedikt Wrangel.
10. År 1809 Hans bror Otto Ludvig Benedikt Wrangel, g. m. Brita Charlotta Wattrang.
11. År 1825 Deras son Carl Otto Wrangel, g. m. Sophia Charlotta Leijonhufvud.
12. År 1891 Deras son Carl Herman Knut Wrangel, g. m. Sophia Charlotta Tamm.
13. År 1938 Deras son Carl Helmuth Wrangel, g. m. Ragnhild Christina Gester.
14. År 1977 avled Helmuth Wrangel, och på grund av Fideikommisslagen från år 1963 upphörde då fideikommisset.
15. År 1979 inköptes godset på auktion av Ludvig af Ugglas.
16. År 2012 Carl och Kerstin af Ugglas.